# ブラック・コメディ (戯曲)
『ブラック・コメディ』はピーター・シェーファーの戯曲。劇中、室内の電灯がついているという設定のときは舞台上は消灯され、停電という設定のときは舞台上は明るい、というユニークな発想の元に書かれた戯曲。観客たちは、暗闇を手探りで移動する登場人物たちを、照らされて観るわけである。
劇書房より倉橋健により訳されて刊行された。

## 日本での公演

### スタッフ
- 訳：秋房子・君塚良一
- 演出：萩本欽一

### 出演
- 野口五郎
- 仁藤優子
- 阿知波悟美
- 蔵一彦
- 笹野高史
- 秋本奈緒美
- 藤村俊二
- 麻丘めぐみ
- 羽田恵理香
- 元木行哉

## 劇団四季版「ブラックコメディ」
劇団四季による上演も1970年の初演以降不定期に行われており、2006年以降はJR東日本アートセンター自由劇場で上演（2008年）。2008年は京都劇場でも上演された。

### 2017年版
2017年4月21日から5月14日まで自由劇場で上演されている。
- ブリンズリー・ミラー - 萩原隆匡
- キャロル・メルケット - 三平果歩
- ミス・ファーニヴァル - 中野今日子
- メルケット大佐 - 志村要
- ハロルド・ゴリンジ - 牧野公昭
- シュパンツィッヒ - 神保幸由
- クレア - 高倉恵美
- ゲオルク・バンベルガー - 勅使瓦武志